# Batalla de Bosworth
La batalla de Bosworth fue la batalla decisiva de la larga disputa por el trono de Inglaterra entre las casas de York y de Lancaster conocida como la guerra de las Dos Rosas. Tuvo lugar el 22 de agosto de 1485 (según el calendario gregoriano vigente actualmente el 31 de agosto de 1485) en la rural Leicestershire (probablemente en Ambion Hill, cerca del actual poblado de Market Bosworth) entre Ricardo III, de la Casa de York, el último rey de la dinastía Plantagenet, y el aspirante de la Casa de Lancaster a la corona, Enrique Tudor, más tarde Enrique VII. 
Acabó con la derrota y muerte de Ricardo III y el inicio de la dinastía Tudor. Históricamente, la batalla está considerada como el final de la Guerra de las dos Rosas, aunque se libraron más batallas en los años siguientes, pues hubo más aspirantes de York a la corona.

## La campaña y la política
Enrique Tudor había desembarcado en Pembrokeshire, su condado natal, el 7 de agosto de 1485 con un pequeño ejército, formado principalmente por mercenarios franceses, en un intento de reclamar el trono de Inglaterra. Ricardo III había librado batallas similares con pretendientes de Lancaster en el pasado, pero esta sería la última. Aunque Enrique Tudor no tenía la experiencia militar de su adversario, estaba acompañado de su tío, Jasper Tudor (más tarde duque de Bedford), y John de Vere, conde de Oxford, soldados brillantes y experimentados. Enrique Tudor reunió a sus partidarios durante su viaje en la tierra natal de su padre, Gales, y para cuando llegó a las Midlands había agrupado a un ejército de unos 5000 hombres. El rey dirigía a unos 8000. El factor decisivo del combate fueron los hermanos Stanley, Sir William Stanley y Lord Thomas Stanley, este último padrastro de Enrique Tudor. Ricardo III tenía motivos para desconfiar de ellos, pero dependía de su lealtad.
John Talbot, conde de Shrewsbury, y Lord Stanley vacilaron durante todo el período de 1469-71. Actuaron con mucha cautela, evitando comprometerse con ningún bando y conservando siempre buen trato con los vencedores. Ricardo había tomado rehenes para asegurar que, incluso si Talbot y Stanley no se unían a él, al menos permanecerían neutrales durante el combate.

## La batalla
El lugar del combate se encuentra cerca de Suton Cheney y Market Bosworth en Leicestershire. Duró unas dos horas, y empezó bien para el rey. Sin embargo, William Stanley escogió entrar en combate en el bando de Enrique, mientras que Lord Stanley se abstuvo de participar.
Ricardo alcanzó Ambion Hill el primero y sus tropas llegaron descansadas al combate, mientras que los hombres de Enrique tuvieron problemas formando en el terreno desigual a los pies de la colina, no se sabe bien por qué. Ricardo entonces debió cargar, infligiendo muchos daños a las tropas desorganizadas de Lancaster, pero sin obtener una ventaja definitiva. Cuando Enrique estuvo finalmente listo, sus hombres emplearon cañones y flechas para forzar a Ricardo a bajar de la colina. Cuando lo hizo, llamó a Henry Percy, Conde de Northumberland, que comandaba el ala derecha de su ejército, para que se le uniese con hombres frescos, pero Percy rehusó, manteniendo a sus tropas atrás. Es posible que el terreno difícil y arbolado y el estrecho frente de los de York impidiera a Northumberland llegar con rapidez, pero es más plausible que su retraso fuese un movimiento calculado. Aunque sería capturado ese día, se le puso en libertad pronto, y sus títulos y tierras se vieron confirmados por el nuevo rey Enrique VII, aunque murió asesinado en una revuelta menor cuatro años más tarde. Pero sería la decisión de los Stanley, que esperaban cerca, la que desequilibró la balanza en favor de Enrique.
El comandante de Ricardo, John Howard, I duque de Norfolk, murió en el combate, y los ejércitos de Lord Stanley y Northumberland todavía no participaban en el combate. Ricardo quedó probablemente convencido de que había sido traicionado y sus hombres de confianza le aconsejaron retirarse. Fue en este momento cuando Enrique Tudor, también inseguro acerca del resultado, dejó al grueso de su ejército y se acercó a Lord Stanley, posiblemente para solicitarle que entrase en combate él mismo. Al ver esto, Ricardo intentó una carga contra el grupo de Enrique. En el ataque, Ricardo y su familia acabaron con el pequeño cuerpo de guardaespaldas de Enrique e incluso mataron al portador del estandarte de Enrique, William Brandon, pero en el momento en que Ricardo tenía a la vista a Enrique, Sir William Stanley decidió acudir al rescate de Enrique. Se metieron en el combate rodeando a Ricardo y a los hombres de su casa, superándole en número. En la lucha, el portaestandarte de Ricardo, Sir Percival Thirwall, perdió sus dos piernas. No dejó que el estandarte cayera, sino que lo sostuvo hasta que le mataron.

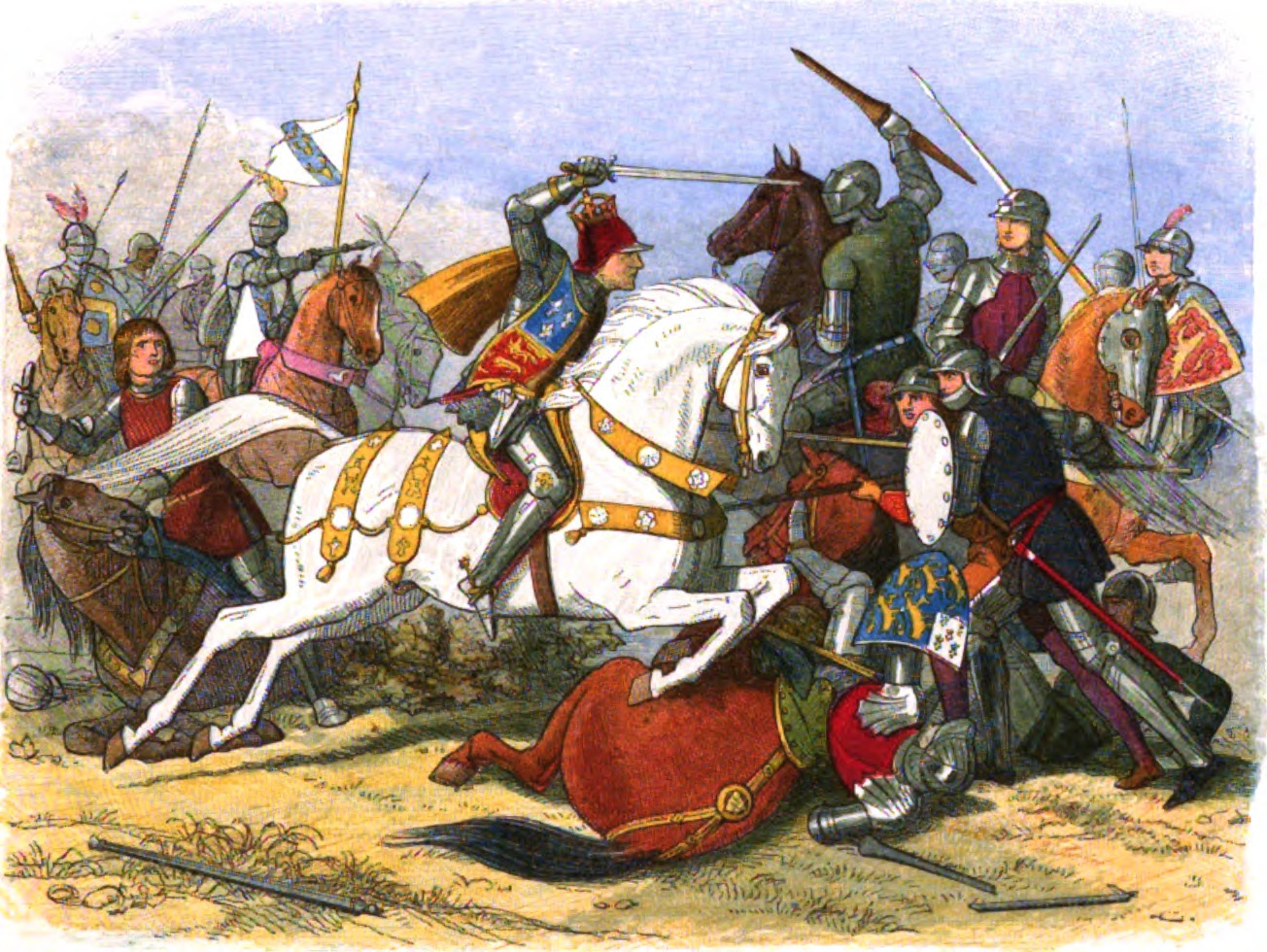
Ricardo III en Bosworth. James William Edmund Doyle (1864).

Se dijo que a Ricardo lo había matado un galés, e incluso las fuentes hostiles al rey (como Polidoro Virgilio) están de acuerdo en que murió luchando bravamente.
Ricardo III fue el último rey de Inglaterra que murió en combate, el único cuya base de poder radicaba en el norte y el último Plantagenet. Su cuerpo fue llevado hasta Leicester por los vencedores, donde se lo exhibió, desnudo y apaleado, por las calles, y acabó siendo aplastado accidentalmente contra el parapeto de un puente sobre el río Soar. Sus restos fueron finalmente enterrados en la iglesia que más tarde sería la Catedral de Leicester, aunque hay una leyenda que dice que fueron exhumados y lanzados al Soar. Se pensaba que su tumba estaría bajo un aparcamiento cerca del antiguo emplazamiento de la iglesia de Greyfriars, y en el verano de 2012 fue encontrado un esqueleto bajo un estacionamiento público en Leicester que finalmente fue reconocido por un equipo de arqueólogos liderado por Richard Buckley como perteneciente al monarca, más allá de cualquier duda razonable, como demuestran incluso pruebas de ADN.
La batalla fue decisiva en la guerra de las Dos Rosas, aunque la última batalla librada fue la de Stoke Field, dos años más tarde.

## Consecuencias
Enrique Tudor fue coronado como Enrique VII, dando comienzo al reinado de 118 años de la dinastía Tudor. Enrique VII estaba proscrito y se le había despojado de su herencia y estaba bajo muerte civil cuando tomó el trono en 1485. Su coronación anuló la muerte civil. A continuación, el parlamento declaró que cualquiera que se opuso a Enrique en Bosworth era un traidor.